# Bores
Bores ist ein Dorf in der Gemeinde Peñamellera Baja der autonomen Region Asturien. Bores ist 6 km entfernt von Panes, dem Verwaltungssitz der Gemeinde, und liegt östlich am Fuße der Pica de Peñamellera.

## Geographie
Bores mit seinen 37 Einwohnern (Stand 2014) liegt auf 246 m über NN.

## Fiesta
Viele Veranstaltungen das ganze Jahr über.

## Klima
Der Sommer ist angenehm mild, aber auch sehr feucht. Der Winter ist ebenfalls mild und nur in den Hochlagen streng.
Temperaturen im Februar 2007 3–9 °C
Temperaturen im August 2007 19–25 °C

## Sehenswürdigkeiten
- Zwei Stadtpaläste, der Palacio de Orejuz, El Palación und der Palacio de Los Hoyos o La Serna aus dem 17. Jahrhundert